# Liste der denkmalgeschützten Objekte in Feistritztal
Die Liste der denkmalgeschützten Objekte in Feistritztal enthält die 16 denkmalgeschützten, unbeweglichen Objekte der Gemeinde Feistritztal im steirischen Bezirk Hartberg-Fürstenfeld.

## Denkmäler
| Foto |                 | Denkmal                                                                           | Standort                                                                       | Beschreibung | Metadaten |
| ---- | --------------- | --------------------------------------------------------------------------------- | ------------------------------------------------------------------------------ | --- | --- |
| ja   | Datei hochladen | Kath. Filialkirche hll. Rochus und Sebastian HERIS-ID: 68249 Objekt-ID: 81254     | Blaindorf 60 Standort KG: Blaindorf                                            | Die gotische, einschiffige Kirche wurde zu Beginn des 16. Jahrhunderts direkt auf einen Hang erbaut. | BDA-Hist.: Q1742573 Status: § 2a Stand der BDA-Liste: 2025-06-30 Name: Kath. Filialkirche hll. Rochus und Sebastian GstNr.: 1104 Rochus und Sebastian, Blaindorf                                  |
| ja   | Datei hochladen | Ortskapelle Hirnsdorf HERIS-ID: 83721 Objekt-ID: 97763                            | Hirnsdorf 71, bei Standort KG: Hirnsdorf                                       | | BDA-Hist.: Q38181199 Status: § 2a Stand der BDA-Liste: 2025-06-30 Name: Ortskapelle Hirnsdorf GstNr.: .12/2                                                                                       |
| ja   | Datei hochladen | Bildstock HERIS-ID: 83732 Objekt-ID: 97775                                        | Hirnsdorf 121, bei Standort KG: Hirnsdorf                                      | Der über einem halbkreisförmigen Grundriss errichtete Bildstock mit Taschenziegelverdachung und bekrönendem Schmiedeeisenkreuz stammt aus der 1. Hälfte des 18. Jahrhunderts und steht an der nördlichen Ortseinfahrt. Das gekehlte Kranzgesims über der rundbogigen Figurennische ist flachbogig hochgezogen und über den seitlichen Lisenen verkröpft, die Ecken sind durch eingelegte Viertelstäbe betont. In der Nische befinden sich rezente Heiligendarstellungen. | BDA-Hist.: Q38181220 Status: § 2a Stand der BDA-Liste: 2025-06-30 Name: Bildstock GstNr.: 1416/1                                                                                                  |
| ja   | Datei hochladen | Bildstock HERIS-ID: 83733 Objekt-ID: 97776                                        | Standort KG: Hirnsdorf                                                         | | BDA-Hist.: Q38181230 Status: § 2a Stand der BDA-Liste: 2025-06-30 Name: Bildstock GstNr.: 1420/1                                                                                                  |
| ja   | Datei hochladen | Römische villa rustica Kapelleiten HERIS-ID: 46555 Objekt-ID: 48643               | Kapelleiten Standort KG: Hirnsdorf                                             | Die Reste der Villa Rustica auf der Kapelleiten wurde 1971 beim Wasserleitungsbau angefahren. Im November 1977 fand eine erste Grabung durch Walter Modrijan statt. | BDA-Hist.: Q38022479 Status: Bescheid Stand der BDA-Liste: 2025-06-30 Name: Römische villa rustica Kapelleiten GstNr.: 678, 673, 679, 677                                                         |
| ja   | Datei hochladen | Wallfahrtskirche Maria Fieberbründl/Mariä Geburt HERIS-ID: 68774 Objekt-ID: 81809 | Maria Fieberbründl Standort KG: Kaibing                                        | Die Wallfahrtskirche wurde 1879–1894 erbaut und 1954 nach Plänen von Karl Lebwohl stark verändert und erweitert, dabei wurde die Kapelle mit der vorher baulich getrennten Bethalle vereint, die nunmehr das Langhaus der Kirche bildet. Dieses Langhaus ist neoromanisch mit Pilastern, Rundbogenfenstern, Bogenfriesen und einem Ädikulaportal. | BDA-Hist.: Q20602694 Status: § 2a Stand der BDA-Liste: 2025-06-30 Name: Wallfahrtskirche Maria Fieberbründl/Mariä Geburt GstNr.: 980 Wallfahrtskirche Maria Fieberbründl Kaibing                  |
| ja   | Datei hochladen | Wohnhaus HERIS-ID: 68779 Objekt-ID: 81814                                         | Maria Fieberbründl 41 Standort KG: Kaibing                                     | | BDA-Hist.: Q38120575 Status: § 2a Stand der BDA-Liste: 2025-06-30 Name: Wohnhaus GstNr.: 818/3 |
| ja   | Datei hochladen | Wallfahrtskiosk HERIS-ID: 68782 Objekt-ID: 81817                                  | bei Maria Fieberbründl 41 Standort KG: Kaibing                                 | | BDA-Hist.: Q38120596 Status: § 2a Stand der BDA-Liste: 2025-06-30 Name: Wallfahrtskiosk GstNr.: 809/3                                                                                             |
| ja   | Datei hochladen | Kalvarienberg HERIS-ID: 69659 Objekt-ID: 82747                                    | Sankt Johann bei Herberstein Standort KG: St. Johann bei Herberstein           | Der Kalvarienberg ist eine Stiftung der Grafen von Herberstein. 1660 Bau der Grabkapelle; Passionsspiele bis 1820; 1715 sieben Lichtsäulen als Kreuzwegstationen auf dem Weg von St. Johann zur Grabkapelle; 1730 Kreuzigungsgruppe vor der Grabkapelle; 1753 Bau der beiden großen Kapellen zum „Gegeißelten Heiland auf der Wies“ und zur „Kreuzabnahme – Schmerzhafte Mutter Maria“; 1950 neue Kreuzwegstationen; 1962 neue Glocken; 1996 Renovierungsabschluss | BDA-Hist.: Q38122891 Status: § 2a Stand der BDA-Liste: 2025-06-30 Name: Kalvarienberg GstNr.: .47/1, .47/2, .47/3, 107/2 Kalvarienberg Sankt Johann bei Herberstein                               |
| ja   | Datei hochladen | Wegkapelle Hubertuskreuz HERIS-ID: 69675 Objekt-ID: 82763                         | Sankt Johann bei Herberstein, Kirchweg Standort KG: St. Johann bei Herberstein | | BDA-Hist.: Q38122939 Status: § 2a Stand der BDA-Liste: 2025-06-30 Name: Wegkapelle Hubertuskreuz GstNr.: 142/11                                                                                   |
| ja   | Datei hochladen | Rosalienkapelle HERIS-ID: 69672 Objekt-ID: 82760                                  | bei Sankt Johann bei Herberstein 16 Standort KG: St. Johann bei Herberstein    | Nach Erlöschen der letzten Pestepidemie (1714) erbaut. Hl. Rosalia aus Sandstein in der Altarmensa. Kreuzaltar als Modell des Hochaltars der Pfarrkirche, um 1720 als Choraltar errichtet, nach 1820 hier aufgestellt. 1991–1993 renoviert | BDA-Hist.: Q38122929 Status: § 2a Stand der BDA-Liste: 2025-06-30 Name: Rosalienkapelle GstNr.: .21 Rosalienkapelle, Sankt Johann bei Herberstein                                                 |
| ja   | Datei hochladen | Bildstock Dorfkreuz HERIS-ID: 69740 Objekt-ID: 82828                              | Sankt Johann bei Herberstein 38a Standort KG: St. Johann bei Herberstein       | | BDA-Hist.: Q38123062 Status: § 2a Stand der BDA-Liste: 2025-06-30 Name: Bildstock Dorfkreuz GstNr.: 564/4                                                                                         |
| ja   | Datei hochladen | Kalvarienbergstationen bei der Kirche HERIS-ID: 69658 Objekt-ID: 82746            | Sankt Johann bei Herberstein 7 Standort KG: St. Johann bei Herberstein         | | BDA-Hist.: Q38122881 Status: § 2a Stand der BDA-Liste: 2025-06-30 Name: Kalvarienbergstationen bei der Kirche GstNr.: .19/3, .19/1, 570                                                           |
| ja   | Datei hochladen | Pfarrhof, ehem. Kloster, Haus der Frauen HERIS-ID: 51826 Objekt-ID: 57625         | Sankt Johann bei Herberstein 7 Standort KG: St. Johann bei Herberstein         | Das ehemalige Klostergebäude vor der Kirche wurde 1652 erbaut und dient heute als Pfarrhof. Die zweigeschoßige Anlage umschließt einen rechteckigen Innenhof mit einem Kreuzgang und sich öffnenden Bögen. An der Außenseite befindet sich in einer Mauernische eine barocke Madonnenfigur, sowie eine Gedenktafel für Abraham a Santa Clara, der hier von 1670 bis 1676 lebte. Im Winterrefektorium gibt es ein kleines barockes Kreuz aus der Mitte des 18. Jahrhunderts, das Sommerrefektorium mit vier Kreuzgratgewölben hat drei kreisrunde Stuckfelder mit Franziskusfresken von August Raidl aus dem Jahre 1957. | BDA-Hist.: Q38047898 Status: § 2a Stand der BDA-Liste: 2025-06-30 Name: Pfarrhof, ehem. Kloster, Haus der Frauen GstNr.: .19/1 Pfarrhof, ehem. Kloster, Haus der Frauen                           |
| ja   | Datei hochladen | Kath. Pfarrkirche hl. Johannes der Täufer HERIS-ID: 51827 Objekt-ID: 57626        | Sankt Johann bei Herberstein 7 Standort KG: St. Johann bei Herberstein         | Die Pfarrkirche steht weithin sichtbar auf einem Ausläufer des Kulms. Graf Johann Maximilian Herberstein ließ sie ab 1655 nach einem Entwurf von Anton Solar erbauen. Die Kirche weist einen Chor mit Drei-Achtel-Schluss, ein hohes Langhaus, eine dreiachsige Eingangshalle sowie eine schlanke Westfassade mit geschwungenem Dachgiebel und Türmchen auf. Die Sakristei ist durch ein Freskenprogramm von Johann Cyriak Hackhofer aus dem Jahr 1730 geschmückt. Die Altäre aus dem Spätbarock sind von vorzüglicher Qualität; die Kanzel in zierlichen Rokokoformen entstand 1770.                                   | BDA-Hist.: Q20579060 Status: § 2a Stand der BDA-Liste: 2025-06-30 Name: Kath. Pfarrkirche hl. Johannes der Täufer GstNr.: .19/3 Pfarrkirche hl. Johannes der Täufer, Sankt Johann bei Herberstein |
| ja   | Datei hochladen | Volksschule HERIS-ID: 69666 Objekt-ID: 82754                                      | Sankt Johann bei Herberstein 9 Standort KG: St. Johann bei Herberstein         | | BDA-Hist.: Q38122910 Status: § 2a Stand der BDA-Liste: 2025-06-30 Name: Volksschule GstNr.: 128/4                                                                                                 |

## Ehemalige Denkmäler
| Foto |                 | Denkmal                                | Standort                                    | Beschreibung | Metadaten                                                                                           |
| ---- | --------------- | -------------------------------------- | ------------------------------------------- | ------------ | --------------------------------------------------------------------------------------------------- |
| ja   | Datei hochladen | Neuhold-Kreuz Objekt-ID: 82676bis 2017 | bei Siegersdorf 25 Standort KG: Siegersdorf |              | BDA-Hist.: Q38122745 Status: § 2a Stand der BDA-Liste: 2017-06-23 Name: Neuhold-Kreuz GstNr.: 395/2 |